# La Isla de los Monopantos
La Isla de los Monopantos é um relato antissemita de Francisco de Quevedo, incluído em La hora de todos y la fortuna con seso em 1644, obra satírica contra Gaspar de Guzmán, Conde-Duque de Olivares. Junto com a Carta dos judeus de Constantinopla, uma falsificação realizada em 1550 pelo arcebispo de Toledo Juan Martínez Silíceo, La isla de los Monopantos é uma das primeiras obras em que aparece a teoria da conspiração judaica para dominar o mundo e é provável que tenha sido conhecida por um dos autores plagiados (Diálogo no Inferno entre Maquiavel e Montesquieu) no mais famoso libelo antissemita: Os Protocolos dos Sábios de Sião.